# Arroyo de las Brujas Grande
Der Arroyo de las Brujas Grande ist ein Fluss bzw. Fließgewässer in Uruguay.
Er entspringt westlich von Parada Cabrera auf dem Gebiet des Departamento Canelones. Von dort fließt er zunächst in überwiegend südwestlicher Richtung, unterquert dabei die Ruta 36 und ändert seine Verlaufsrichtung in eher südsüdwestlicher Ausrichtung ab der Einmündung des Arroyo de las Brujas Chico. Bei Paso de las Toscas führt die Ruta 48 über ihn, bevor er rund zwei Kilometer östlich deren Brücke über den Río Santa Lucía linksseitig in diesen mündet.